# رضا کامرانی
رضا کامرانی (زادهٔ ‎۱ شهریور ۱۳۳۳) بازیکن واترپلو اهل ایران بود.
وی در مسابقات کشوری و بین‌المللی در مجموع برندهٔ ۱ مدال طلا شده‌است.